# Sanhao Luyan
Sanhao Luyan (chinesisch 三号颅岩 ‚Schädelfelsen Nr. 3‘) ist ein 66 m hoher Felsvorsprung an der Ingrid-Christensen-Küste des ostantarktischen Prinzessin-Elisabeth-Lands. Er ragt zwischen dem Erhao Luyan im Norden und dem Sihao Luyan im Süden als einer von vier isolierten Felsen auf der Ostseite der Halbinsel Stornes auf. Der nördlichste von ihnen ist der Yihao Luyan.
Chinesische Wissenschaftler benannten ihn 1991 im Zuge von Vermessungs- und Kartierungsarbeiten.